# Biserica romano-catolică din Iernut
Biserica romano-catolică „Adormirea Maicii Domnului” (în maghiară Nagyboldogasszony-templom) este un lăcaș de cult romano-catolic construit în secolul al XIX-lea de către Statusul Romano-Catolic în centrul orașului Iernut, în stilul neo-romanic.

## Istoric
În urma Reformei Protestante biserica veche din Iernut, construită în anul 1486, a intrat în posesia Bisericii Reformate. În anul 1772, călugării minoriți au reorganizat parohia romano-catolică locală. Pentru desfășurarea serviciilor religioase, au primit spațiu în Castelul Rákóczi, achiziționat de Statusul Romano-Catolic din Alba Iulia pentru suma de 900.000 de florini de aur, împreună cu proprietățile existente, de la Bethlehem Márk.
Deoarece în castel nu se puteau desfășura ceremonii religioase publice și liturghii, cu aprobarea episcopului Ferenc Lönhart s-a hotărât construirea unei noi biserici, astfel că Statusul Romano-Catolic a construit între anii 1896-1898 biserica actuală în stil neoroman pentru credincioși. Construcția și sfințirea școlii bisericești au avut loc la data de 19 septembrie 1897. Totodată, Statusul a înființat în anul 1934 o școală economică de două ani, care în curând și-a câștigat o reputație bună în întreaga Transilvanie. Ambele au fost naționalizate în anul 1948.
Prima renovare a bisericii a avut loc în anul 1966, în timpul preotului paroh Ferenczi Andras. În timpul renovărilor mai recente, din anul 2001, a fost înlocuită atât tencuiala interioară cât și cea exterioară.

## Descriere
Edificiul religios este amplu și impunător, cu două turnuri masive pe fațada principală și se încadrează din punct de vedere arhitectural stilului neo-romanic. Plastica fațadei este marcată de modul de organizare al ferestrelor. Fiecărui etaj al turnului îi corespunde un alt număr de ferestre, raportul dintre goluri și plinuri schimbându-se pe măsura ascensiunii. Acest gen de soluție plastică este favorabilă structurilor arhitecturale masive și in același timp cu amplă dezvoltare pe orizontală. Deschiderile semicirculare, atât în cazul portalului intrării, cât și în cazul ferestrelor, fie ele poziționate singular, geminate sau grupate câte trei, respectă din punct de vedere formal și cu simplificările de rigoare, structurile specifice arhitecturii romanice. Un alt element decorativ este fereastra oarbă de formă circulară prezentă pe fațada principală la primul nivel, reluată la nivelul frontonului triunghiular dar și în partea superioară a turnurilor, imediat sub cornișa acoperișului.
Structura internă a bisericii este lcătuită dintr-o navă centrală și două nave laterale mai mici, respectiv dintr-un transeptul și prezbiteriu. Totodată, interiorul bisericii este generos, cu deschideri semicirculare susținute de stâlpi. Tabloul altarului principal reprezintă momentul Înălțării Maicii Domnului și împreună cu orga ua fost realizate la Pécs în 1898. Totodată, se găsesc următoarele statui: statuia Inimii lui Isus, statuia Fecioarei Maria și statuia Sfântului Anton. În transept se află un parapet pe care este prezent stema cu șarpe a familiei Rákoczi. Imaginea Sfintei Familii a fost de asemenea prezentă, a fost pictată în Viena în 1880. Modelul ornamentat actual al bisericii cu ornamente florale repetitive a fost pictat în 1928, conform planului artistei Mária Nagy din Târgu Mureș. Deasupra arcului de triumf care face legătura dintre transept și cor se află un medalion pictat cu tema Sfintei Familii.